# Lisa Moore
Pour les articles homonymes, voir Moore.
Ne pas confondre avec Lisa Moore, musicienne australienne ou Lisa Moore (1940–1989), une actrice américaine
Lisa Lynne Moore, née le 28 mars 1964  à Saint-Jean de Terre-Neuve, est une écrivaine  canadienne .

## Biographie
Née en 1964, en Terre-Neuve, Lisa Moore effectue des études supérieures dans un premier temps en art au College of the North Atlantic, dans sa province natale, puis au Nova Scotia College of Art and Design. Bien qu'elle ait eu l'intention de suivre une carrière dans les arts visuels, elle prolonge ses études à l'Université Memorial de Terre-Neuve et y devient membre d'un groupe d’écrivains,. Elle écrit des critiques pour différents périodiques. Puis elle rédige un recueil de douze nouvelles, son premier ouvrage publié en 1995, titré en français Les Chambres nuptiales, et en anglais, de façon plus évocatrice, Degrees of Nakedness. Il est très bien accueilli par la critique littéraire,.
Finalement, elle se consacre à l'écriture, et y rencontre un certain succès public et critique,. Les publications, recueils de nouvelles et romans s'enchaînent ensuite,. Elle confirme le succès de la première parution par un deuxième recueil de nouvelles, Open, nommé pour le prix Giller, et qui se voit décerner en 2003 le prix du meilleur recueil de nouvelles par la Canadian Authors Association.
Son premier roman, paru en 2005, Alligator, reçoit en 2006 le prix du Commonwealth.
Elle obtient le Writers' Trust Engel/Findley Award (en) en 2013.

## Œuvres
- Degrees of Nakedness (1995)

- traduit en français sous le titre Les Chambres nuptiales par Dominique Fortier, Montréal, (Québec), Canada, Éditions du Boréal, 2005, 200 p.  (ISBN 978-2-7646-0357-4)
- Open (2002)

- traduit en français sous le titre Open par Dominique Fortier, Montréal, (Québec), Canada, Éditions du Boréal, 2004, 256 p.  (ISBN 978-2-7646-0297-3)
- Alligator (2005)

- traduit en français sous le titre Alligator par Dominique Fortier, Montréal, (Québec), Canada, Éditions du Boréal, 2006, 312 p.  (ISBN 978-2-7646-0476-2)
- February, (2010)[5]

- traduit en français sous le titre Février
- par Dominique Fortier, Montréal, (Québec), Canada, Éditions du Boréal, 2010, 296 p.  (ISBN 978-2-7646-2005-2)
-  par Carole Hanna, Paris, Éditions Plon, coll. « Feux croisés », 2010, 282 p.  (ISBN 978-2-259-21140-6)
- Caught, (2013)

- traduit en français sous le titre Piégé par Claudine Vivier
- Montréal, (Québec), Canada, Éditions du Boréal, 2014, 352 p.  (ISBN 978-2-7646-2323-7)
- Paris, Éditions Denoël, coll. « Denoël & d'ailleurs », 2014, 416 p.  (ISBN 978-2-207-11660-9)

## Prix et nomination

### Nomination
- Prix Hammett 2013 pour Caught [7]